# Disputa entre Horus y Set
La Disputa o Juicio de Horus y Seth es un texto literario clásico del Imperio Nuevo del Antiguo Egipto de mediados del siglo XIII a. C. y conservado en el Papiro Chester Beatty I.
Se funda en una leyenda muy antigua: la rivalidad entre los dioses Horus y Seth cuando se disputan el trono de Egipto que ocupaba Osiris, padre de Horus y hermano de Seth, antes de convertirse en rey de los muertos. Una larga deliberación de los dioses da la razón a Horus, dios de la justicia. El texto, sin embargo, resulta satírico y bastante paródico: los dioses son presentados como personajes groseros que comen, ríen e incluso escandalizan y son siempre de la opinión del último que habla. Seth, que es un ganapán vicioso, propone a Horus arreglar las cosas a puñetazos. Además, Seth, cuando ve que va a perder, amenaza con vengarse a los jueces uno por uno. Y la diosa Hator se desnuda ante su padre:
Finalmente, Hathor, hija de Ra-Atum, decidió un plan. La bella diosa se puso a bailar y mientras lo hacía, empezó a quitarse la ropa. Los demás dioses hicieron un corro a su alrededor para verla mejor, y reían y aplaudían. El follón molestaba al dios Sol y sacó la cabeza por la puerta de la habitación para ver qué estaba pasando. Al ver a su hija bailando, Ra-Atum también empezó a reír y olvidó su cólera.